# Губарев Олексій Олександрович
Олексі́й Олекса́ндрович Гу́барев с. Гвардійці, Борський район, Куйбишевська область, РРФСР — пом. 21 лютого 2015) — льотчик-космонавт СРСР, двічі Герой Радянського Союзу, генерал-майор (1983).

## Життєпис
Після закінчення військово — морського авіаційного училища у 1952 році, Губарєв Олексій вступив до ВПС (військово-повітряні сили). У 1961 році закінчив військово-повітряну академію. В 1963 році прийнятий до космонавтського загону.
11 січня — 9 лютого 1975 спільно з Г. М. Гречко зробив політ на космічному кораблі «Союз-17» як командир корабля і орбітальної станції «Салют-4». Політ тривав 29 діб 13 год 20 хв.
1978 спільно з В. Ремеком зробив політ на космічному кораблі «Союз-28» і орбітальній станції «Салют-6» (основний екіпаж: Ю. В. Романенко, Г. М. Гречко) з пристикованим до неї кораблем «Союз-27». Час польоту 7 діб 22 год 16 хв.

## Нагороди і почесні звання
Двічі удостоєний звання Героя Радянського Союзу (12.02.1975; 16.03.1978). Нагороджений 2 орденами Леніна і медалями.
Отримав звання Героя ЧССР (Чехословацька Соціалістична Республіка). Нагороджений орденом Клемента Готвальда (ЧССР) та іноземними медалями.

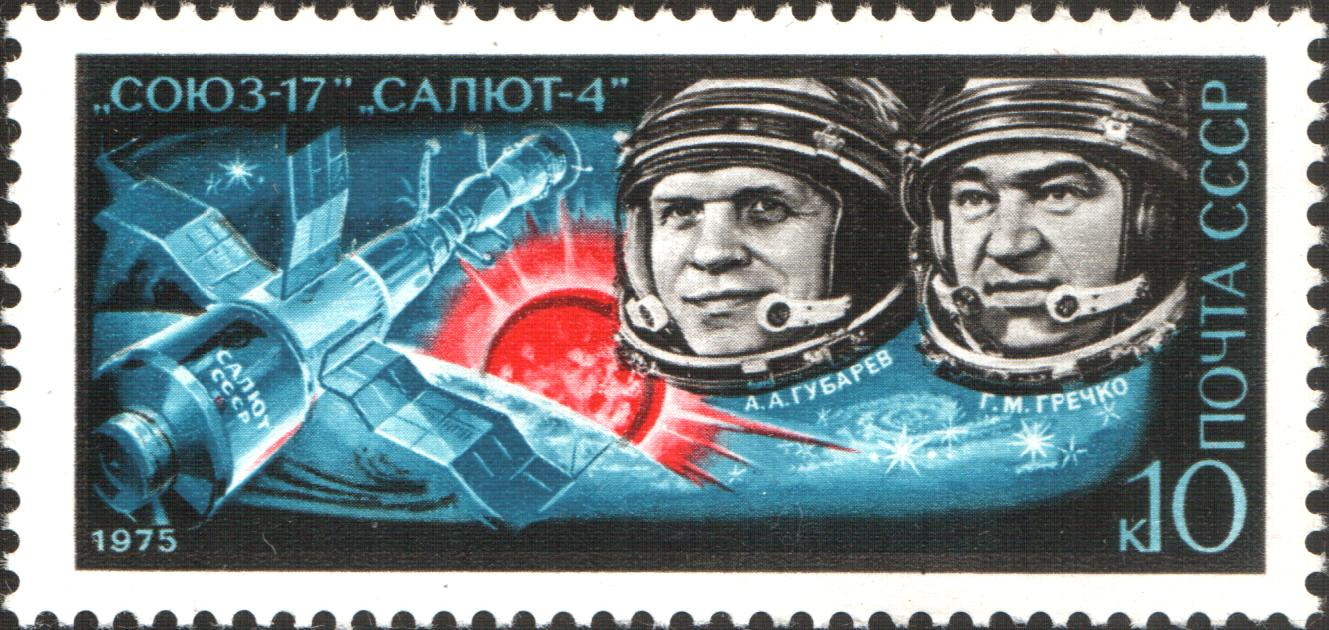
О. Губарєв та Г. Гречко, поштова марка СРСР, 1975

## Пам'ять
Ім'ям Олексія Губарєва названа мала планета № 2544.